# Вольфурт
Вольфурт (нем. Wolfurt) — коммуна (нем. Gemeinde) в Австрии, в федеральной земле Форарльберг.
Входит в состав округа Брегенц. Площадь общины составляет 10,00 км², население — 8655 человек (1 января 2021), плотность населения — 858 чел./км². Официальный код — 80240. На территории коммуны расположен одноимённый замок.

## Население
| Год  | Численность |
| ---- | ----------- |
| 1869 | 1648        |
| 1889 | 1623        |
| 1890 | 1892        |
| 1900 | 2070        |
| 1910 | 2265        |
| 1923 | 1798        |
| 1934 | 2086        |
| 1939 | 2179        |
| 1951 | 2522        |
| 1961 | 3391        |
| 1971 | 5740        |
| 1981 | 6589        |
| 1991 | 7289        |
| 2001 | 7849        |
| 2011 | 8206        |
| 2021 | 8655        |

## Политическая ситуация
Бургомистр коммуны — Эрвин Мор по результатам выборов 2005 года.
Совет представителей коммуны (нем. Gemeinderat) состоит из 27 мест.
- АНП занимает 23 места.
- СДПА занимает 3 места.
- АПС занимает 1 место.

## Персоналии
- Лоренц Бёлер – австрийский хирург, изобретатель, пионер неотложной хирургической помощи, пионер современной травматологии.